# Бюлер, Антон
Антон Бюлер (нем. Anton Bühler; 15 июня 1922, Винтертур, Цюрих — 29 марта 2013, Санкт-Галлен) — швейцарский спортсмен-конник, серебряный и бронзовый призёр летних Олимпийских игр в Риме (1960).

## Спортивная карьера
Родился в семье спортсмена и тренера по конному спорту, участника летней Олимпиады в Париже (1924) Ханса Бюлера.
В 1942—1945 гг. служил в швейцарской кавалерии. Затем получил сельскохозяйственное высшее образование в Цюрихе и Кембридже. На чемпионате Европы в 1955 г. завоевал серебро в командном троеборье. Участник трех Олимпиад: наиболее удачными для него стали Игры в Риме (1960), на которых он стал серебряным призёром в командных соревнованиях по конному троеборью и бронзовым — в той же дисциплине а личном зачете. После выступления на Олимпийских играх в Мюнхене (1972) завершил свою спортивную карьеру.
Работал судьей и создателем спортивных трасс, в частности отвечал за их создание на московской Олимпиаде (1980). Впоследствии отказался от этой деятельности, поскольку посчитал, что имеет недостаточно знаний относительно подготовки спортсменов разных стран и это может привести к травмам наездников и животных. Принимал участие в ветеранских соревнованиях.